# 베아 리처즈

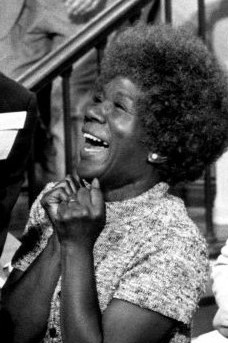

비아 리처즈(Beah Richards, 영어 발음: /ˈbiə/, 1920년 7월 12일 ~ 2000년 9월 14일)는 미국의 시인, 극작가, 배우, 작가이다.
빅스버그에서 태어났으며 빅스버그에서 사망하였다. 사인은 폐기종이다.

## 출연 작품
- 비러브드 (1998년)
- 드럭스토어 카우보이 (1989년)
- 빅 샷 (1987년)
- 장작더미 고양이 반조 (1979년)
- 마호가니 (1976년) - 플로렌스 역
- 비스킷 이터 (1972년)
- 위대한 희망 (1970년)
- 초대받지 않은 손님 (1967년)
- 귀향 (1967년)
- 밤의 열기 속으로 (1967년)
- 곤 알 더 데이스 (1963년)
- 미라클 워커 (1962년)
- Take a Giant Step (1959)

### 텔레비전
- ER (1994년)
- 미녀와 야수 (1987년)
- L.A. 로 (1986년)
- 뿌리 - 그 다음 세대 (1979년)
- 샌포드 앤 선 (1972년)